# Jan Wieczorek (samorządowiec)
Jan Wieczorek (ur. 5 października 1933 w Bieruniu Starym, zm. 9 lutego 2019) – polski samorządowiec i działacz społeczny.

## Życiorys
Był absolwentem III Liceum Ogólnokształcącego im. Adama Mickiewicza w Katowicach oraz Wydziału Metalurgicznego Akademii Górniczo-Hutniczej w Krakowie (1956). Zawodowo związany był z Zakładami Chemicznymi Nr 1 w Bieruniu Starym.
Karierę samorządowca rozpoczął w latach 1980–1989 jako bezpartyjny członek Wojewódzkiej Rady Narodowej w Katowicach. Następnie pełnił funkcje: przewodniczącego Samorządu Mieszkańców Bierunia Starego (1987–1989), wiceprzewodniczącego Rady Miasta Tychy (1990–1991) oraz przewodniczącego Rady Miejskiej w Bieruniu (1991–1998 oraz 2002–2006). Ponadto pełnił szereg funkcji społecznych, piastując stanowiska prezesa KS Unia Bieruń (1966–1991), przewodniczącego Społecznego Komitetu Obchodów 600-lecia Nadania Praw Miejskich Bieruniowi (1987) oraz będąc założycielem i przewodniczącym Stowarzyszenia 600-letniego Bierunia. 
Interesował się również lokalną historią, tradycjami, legendami oraz rzeźbą. Wraz z bratem Teofilem był twórcą bieruńskiej ruchomej szopki w kościele św. Bartłomieja.

## Nagrody i odznaczenia
Za swe zasługi został odznaczony m.in. Krzyżami: Kawalerskim i Oficerskim Orderu Odrodzenia Polski. W 2001 otrzymał tytuł „Zasłużony dla miasta Bierunia”.